# Hickory Dickory Dock
Hickory Dickory Dock (Morte na Rua Hickory, no Brasil / Poirot e os erros da dactilógrafa (1970) ou Crime em Hickory Road (2005), em Portugal) é um romance policial de Agatha Christie, publicado em 1955. 
É um caso investigado pelo detetive belga Hercule Poirot.

## Enredo
Um surto de aparente cleptomania em uma pensão estudantil na Hickory Road desperta o interesse de Hercule Poirot quando ele vê a lista bizarra de itens roubados e vandalizados. Estes incluem um estetoscópio, algumas lâmpadas, algumas calças velhas de flanela, uma caixa de chocolates, uma mochila cortada, um pouco de pó bórico e um anel de diamante encontrado em uma tigela, entre outros incidentes estranhos. A pedido de sua secretária, Felicity Lemon, irmã da diretora da pensão, Poirot investiga o caso. 
A solução dele para os pequenos furtos não é nada sutil, mas eficaz: assim que ele ameaça chamar a polícia, a estudante Celia Austin rapidamente confessa os incidentes mais infantis. Ela nega, no entanto, o seguinte: pegar a tinta verde de Nigel Chapman e usá-la para sabotar o trabalho de Elizabeth Johnston; roubar o estetoscópio, as lâmpadas e o pó bórico; e cortar a mochila. Ela cometeu os roubos menores para atrair a atenção de Colin McNabb, um estudante de psicologia que se torna noivo dela. Ela faz a restituição dos bens e se reconcilia com os demais hóspedes(Patricia Lane, Ahmed Ali, Jean Tomlinson, Len Bateson, Valérie Hobhouse, Nigel Chapman, Akibombo, Sally Finch, René Halle, Chandra Lahl, Gopal Ram e Genevieve Maricaud). Os incidentes mais importantes permanecem sem solução. Celia é descoberta morta na manhã seguinte de uma overdose de morfina. Não leva muito tempo para os investigadores verem que a morte dela foi um assassinato. Resta agora descobrir quem o cometeu e por quê.